# Ceraspis pallida
Ceraspis pallida är en skalbaggsart som beskrevs av Blanchard 1850. Ceraspis pallida ingår i släktet Ceraspis och familjen Melolonthidae. Inga underarter finns listade i Catalogue of Life.